# Digital Radio Mondiale

Oficiální logo DRM.

Digital Radio Mondiale (DRM) je standard digitálního rozhlasového vysílání, vytvořený jako náhrada za současné analogové AM vysílání (DRM30) a jedna z možných náhrad FM vysílání (DRM+).

## Technologie
Systém DRM využívá kompresi MPEG-4 HE-AAC nebo xHE-AAC. Šířka kanálu DRM je asi 9–10 kHz. Pro stereofonní vysílání je zapotřebí dvojnásobku šířky (tj. asi 18–20 kHz). V závislosti na šířce kanálu a bitové rychlosti umožňuje systém DRM vysílat mimo komprimovaného zvuku i datové a textové služby (něco jako RDS). DRM je určeno pro vysílání v pásmu DV, SV a KV.
DRM je nejmladší standard digitálních vysílání. Jedná se o systém na modulačním principu OFDM, který je náhradou za dnes již nevyhovující amplitudovou modulaci (kmitočtová pásma 150 kHz – 30 MHz). Jedná se o poměrně úzké pásmo s proměnlivými podmínkami pro relativně blízké kmitočty. Aby se do tohoto frekvenčního rozsahu vešly všechny stanice, bylo nutné, aby šířky
jednotlivých kanálů byly malé. Úzké kanály pak mohou přenášet pouze omezené množství informací. Tím jsou dána i omezení systému DRM. Jedná se o tato kmitočtová pásma:
- Low frequency (LF) – 148,5–283,5 kHz
- Medium frequency (MF) – 526,5–1606,5 kHz (Evropa)
- High frequency (HF) – úseky mezi 2,3–27 MHz

Tahle pásma odpovídají frekvenčním rozsahům analogového vysílání s amplitudovou modulací. Ve stejném pořadí jsou to DV (dlouhé vlny), SV (střední vlny) a KV (krátké vlny). Pro DRM se používají šířky kanálů 4, 5, 9, 10, 18 a 20 kHz odvozené od kmitočtového rastru analogového vysílání. Z frekvenční šířky jednotlivých kanálů vyplývá jednak počet nosných frekvencí a jednak i možná bitová rychlost daného kanálu. Jedná se o několik desítek nosných vln, např. 10kHz je přibližně 200 a přenosová rychlost cca 20 kbit/s. Datový tok DRM (tzv. multiplex) obsahuje 3 typy logických kanálů:
- FAC (Fast Acces Channel) obsahující informace o parametrech přenášeného multiplexu
- SDC (Service Description Channel) informuje přijímač jak má dekódovat data přenášená 3. hlavním kanálem MSC
- MSC (Main Service Channel) obsahuje data přenášeného rozhlasového programu

Každý z těchto logických kanálů má určitý počet nosných vln, které jsou modulovány různě robustními modulacemi QAM. Přenášená data jsou zakódována proti chybovosti. Na přijímací straně existuje možnost odhalit a opravit určité množství chyb. Největší současnou překážkou pro rozvoj DRM je stále nedostatek komerčně vyráběných přijímačů.